# بخيت وعديلة (فلم)
بخيت وعديلة هو فيلم مصري عرض عام 1995 م، بطولة عادل إمام وشيرين، من تأليف لينين الرملي ومن إخراج نادر جلال.

## قصة الفيلم
يعمل بخيت (عادل إمام) في ورشة صغيرة، يلتقي بعديلة (شيرين) لأول مرة بالمصادفة في القطار. في نفس الوقت يحاول تاجر مخدرات (مصطفى متولي) الهرب من الشرطة التي شددت عليه الحصار، فيلجأ إلى ترك حقيبة المال خاصته مع أغراض بخيت وعديلة. يكتشف بخيت وعديلة الحقيبة الجديدة التي لا تخصهم بما فيها من ثروة. يقرران بعدما فشلا في معرفة صاحبها أن يقتسما النقود، وتتوالى الأحداث بعدها وسط العديد من المفارقات الكوميدية والمفاجآت.

## طاقم التمثيل
- عادل إمام: (بخيت حنيدق المهيطل)
- شيرين: (عديلة على صندوق)
- مصطفى متولي: (زعيم العصابة)
- أحمد راتب: (نزيه)
- حسن حسني: (مدير البنك)
- يوسف داود: (مدير الفندق)
- عزت أبو عوف: (وجيه)
- محمد هنيدي: (سائق التاكسي)
- علاء ولي الدين: ( الشاويش رجل الشرطة)
- هانم محمد: (عزيزة - والدة بخيت)
- عثمان عبد المنعم: ( على صندوق - والد عديلة)
- كوثر رمزي: (زوجة على صندوق)
- سعيد طرابيك: (مندوب مصلحة الضرائب)
- علاء زينهم
- فؤاد فرغلي: (من رجال العصابة)
- إبراهيم الطوخي: (من رجال العصابة)
- عادل هلال: (من رجال العصابة)
- سليمان عيد: (شامبوزو)
- محمود البزاوي: (الضابط)
- محمود البرديسي
- محمد توفيق
- وجدي وليم
- حمدي السخاوي
- أسامة عشم
- نعمات عبد الناصر
- ساشا إيكاوتشي: (خادمة عديلة)
- مجدي سعيد
- نصر سيف
- مصطفى الفقي
- مجدي عبد الحميد
- هالة إبراهيم
- محمد سلامة
- أحمد العضل

## فريق العمل
- إخراج: نادر جلال
- تأليف: لينين الرملي
- مدير التصوير: سمير فرج
- مونتاج: صلاح عبد الرازق
- موسيقى تصويرية: مودي الإمام
- إنتاج: ساجا فيلم (هشام حلمي عزب)
- توزيع داخلي: ساجا فيلم (هشام حلمي عزب)
- توزيع خارجي: ساجا فيلم (هشام حلمي عزب)
- التوزيع في السعودية: هوليود العرب (عبد الله الكاتب)
- التوزيع في الكويت: شركة السينما الكويتية الوطنية
- التوزيع في لبنان: شركة صباح العالمية للفيديو
- التوزيع لأنحاء العالم: سكرين 2000 (إبراهيم شوقي سالم)
- توزيع الفيديو: لورد فيديو فيلم

## وصلات خارجية
- مقالات تستعمل روابط فنية بلا صلة مع ويكي بيانات